# 云南通史
《云南通史》是系统阐述云南历史的大型史学著作，全书共六卷，334万字，1996年开始编写，2011年出版。由何耀华担任总编，李昆声、钱成润、朱惠荣、林超民、段玉明、夏光辅、蒋中礼、王文成、牛鸿宾、谢本书分册主编，主要编辑人员均是云南史学界的精锐。
《云南通史》由时任中共云南省委书记白恩培、云南省人民政府省长兼人大常委会主任秦光荣、中国人民政治协商会议云南省委员会主席王学仁作序，云南省财政厅提供经费，云南省社会科学院、云南民族大学、云南省文史研究馆进行项目课题管理。《云南通史》的出版得到中国社会科学院、中共云南省委宣传部相关学者与官员的赞誉。

## 分卷内容
《云南通史》内容跨度自远古时代至1949年，涵盖云南的政治、经济、军事、文化、科技、法律等诸多领域。
- 第一卷：远古至战国时期的云南；
- 第二卷：秦汉、三国、两晋、十六国、南北朝、隋时期的云南；
- 第三卷：唐、五代、宋时期的云南；
- 第四卷：元、明、清时期的云南；
- 第五卷：近代前期（1840~1919）的云南；
- 第六卷：近代后期（1919~1949）的云南。[2]